# Guinevere van Seenus
Guinevere van Seenus (Boston, 15 settembre 1977) è una supermodella statunitense.

## Biografia
Nata in un sobborgo di Boston, allevata a Washington, ma cresciuta a Santa Barbara in California, la carriera nel mondo della moda di Guinevere van Seenus inizia nel 1992, quando all'età di 15 anni fu fotografata per alcuni cataloghi e riviste locali. Tuttavia il successo per lei inizia nel 1996 grazie ad un contratto con l'agenzia di moda IMG Models di New York, che le permette di comparire sulle copertine di i-D e di W.
Negli anni successivi la van Seenus sfila per importanti marchi come Anna Sui, Badgley Mischka, Calvin Klein, Cerruti 1881, Chanel, Chloé, Comme des Garçons, D&G, DKNY, Dolce & Gabbana, Donna Karan, Dries van Noten, Fendi, Genny, Gianni Versace S.p.A., Givenchy, Helmut Lang, Hermès, Isaac Mizrahi, Istante, Gaultier, Jil Sander, Karl Lagerfeld, Lanvin, Lawrence Steele, Marc Jacobs, Martine Sitbon, Max Mara, Michael Kors, Missoni, Miu Miu, Ocimar Versolato, Prada, Richard Tyler, Todd Oldham, Trussardi, Versus, Victor Alfaro e Yohji Yamamoto.
Guinevere van Seenus è celebre anche per essere stata la testimonial delle campagne pubblicitarie di Armani cosmetics, Bottega Veneta, Chanel, Gap, Guy Laroche, Kenzo, Samsonite, Sportmax ed altre. Nel 2006 è apparsa sul celebre calendario Pirelli, insieme a Jennifer Lopez, Kate Moss, Gisele Bündchen, Natal'ja Vodjanova e Karen Elson.
Nella sua carriera, Van Seenus, ha lavorato per le campagne pubblicitarie di importanti marchi, come Prada, Versace, Jil Sander, Chanel, Kenzo, Missoni, ecc... Inoltre, è apparsa sulle copertine di importanti magazine di moda come Vogue Italia, i-D e Dazed.
Van Seenus ha lavorato con importanti fotografi dell'industria del fashion: Steven Meisel, Mario Testino, Craig McDean, Patrick Demarchelier, Inez van Lamsweerde and Vinoodh Matadin, Mert and Marcus, Irving Penn e Paolo Roversi.
Nel 2011 diventò il volto della campagna Miu Miu's resort 2012, in sostituzione di Hailee Steinfeld.

## Vita privata
I suoi hobby includono la pittura ed il lavoro su una sua linea di gioielli, Jacoba.